# 妙政寺 (東大阪市)

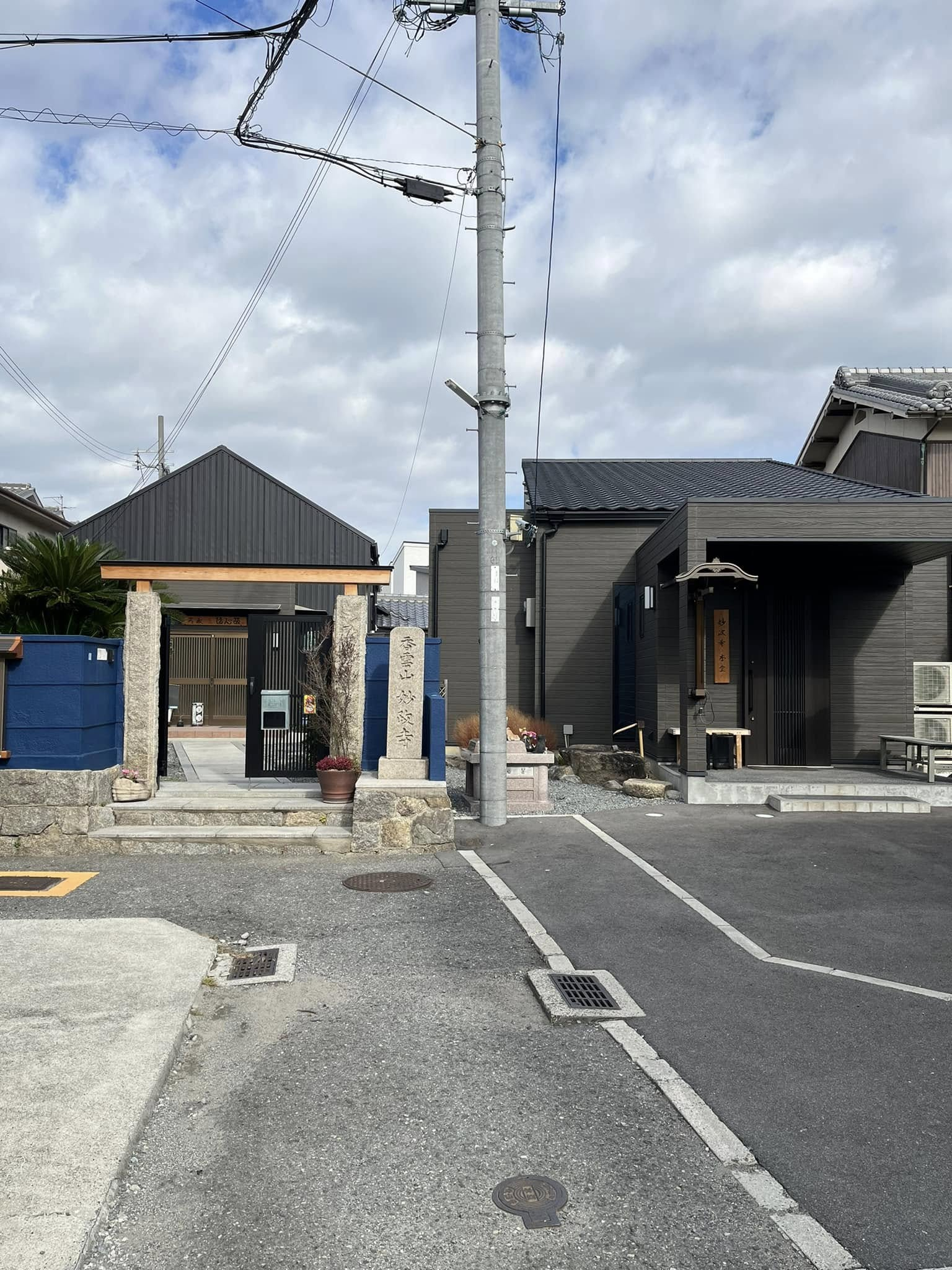
妙政寺全景

妙政寺（みょうせいじ）は大阪府東大阪市加納にある日蓮宗の寺院である。
山号は香雲山。奠師法縁。旧本寺は谷町・本政寺。

## 歴史
慶應元年（1865年）創建。開山は順妙院日實上人。開堂法要は翌慶應2年（1866年）正月におこなわれた。当時は「妙見堂」と呼ばれ、加納村のほぼ中心に存在した。
昭和5年に、現在地に土地の寄進を受け、移転、再建築された。旧本堂の木材は現、客殿として当時の物がそのまま使われている。
令和4年2月16日、新本堂完成。旧本堂は大改修し、翌令和5年1月30日に新客殿として生まれ変わった。
2025年の現住職は第11世。

## 境内
石灯篭
門を入って左手奥に石灯篭があり、妙政寺の創建年代を語る唯一の証人となっている。石灯篭には慶應2年（1866年）正月、とあるが、ほとんど読めない。妙見堂が創建されたと同時に奉納されたのか、その後なのか。慶應2年正月に創建と同時に奉納されたとしても、その前提である妙見講なり法華講が存在せねばならない。河内一心講が母体であるが、一心講そのものの正体が分かっていない。
先年妙見大菩薩の御厨子を修復した折に切紙が発見され、そこには嘉永7年（1854年）春とあったことから、この地域での妙見信仰の歴史を探るヒントになるかもしれない。
その他、境内には納骨供養墓と庭園樹木葬墓地、ペット供養墓も設置されている。